# Ptičnik (Oblast' autonoma ebraica)
Ptičnik (in lingua russa Птичник) è un centro abitato dell'Oblast' autonoma ebraica, situato nel Birobidžanskij rajon.